# Prague Black Panthers 2014
Questa voce raccoglie le informazioni riguardanti i Prague Black Panthers nelle competizioni ufficiali della stagione 2014.

## Austrian Football League 2014

### Stagione regolare
| 29 marzo 2014, ore 16:00 CEST 2ª giornata | Prague Black Panthers | 7 – 27 (7-7 0-10 0-3 0-7) | Vienna Vikings | (800 spett.) |

| 5 aprile 2014, ore 14:00 CEST 3ª giornata | Graz Giants | 21 – 28 (0-7 7-14 0-7 14-0) | Prague Black Panthers | (1500 spett.) |

| 12 aprile 2014, ore 16:00 CEST 4ª giornata | Prague Black Panthers | 33 – 28 (0-14 0-0 14-14 19-0) | Graz Giants | (500 spett.) |

| 27 aprile 2014, ore 15:00 CEST 5ª giornata | Vienna Vikings | 34 – 31 (7-10 7-14 3-7 17-0) | Prague Black Panthers | (2800 spett.) |

| 3 maggio 2014, ore 15:00 CEST 6ª giornata | Prague Black Panthers | 25 – 28 (7-7 7-7 3-7 8-7) | Danube Dragons |  |

| 17 maggio 2014, ore 17:00 CEST 8ª giornata | Tirol Raiders | 63 – 62 (21-14 7-14 20-28 15-6) | Prague Black Panthers | (3373 spett.) |

| 14 giugno 2014, ore 17:00 CEST 9ª giornata | Danube Dragons | 49 – 45 (7-7 14-17 7-14 21-7) | Prague Black Panthers | (850 spett.) |

| 28 giugno 2014, ore 15:00 CEST 11ª giornata | Prague Black Panthers | 40 – 21 (13-7 14-0 7-14 6-0) | Tirol Raiders |  |

### Playoff
| 13 luglio 2014, ore 15:00 CEST Semifinale | Vienna Vikings | 41 – 27 (10-0 21-7 10-6 0-14) | Prague Black Panthers | (2200 spett.) |

## Statistiche di squadra
| Competizione      | %Vittorie | In casa | In casa | In casa | In casa | In casa | In casa | In trasferta | In trasferta | In trasferta | In trasferta | In trasferta | In trasferta | Totale | Totale | Totale | Totale | Totale | Totale |
| Competizione      | %Vittorie | G       | V       | N       | P       | Pf      | Ps      | G            | V            | N            | P            | Pf           | Ps           | G      | V      | N      | P      | Pf     | Ps     |
| ----------------- | --------- | ------- | ------- | ------- | ------- | ------- | ------- | ------------ | ------------ | ------------ | ------------ | ------------ | ------------ | ------ | ------ | ------ | ------ | ------ | ------ |
| Stagione regolare | .375      | 4       | 2       | 0       | 2       | 105     | 104     | 4            | 1            | 0            | 3            | 166          | 167          | 8      | 3      | 0      | 5      | 271    | 271    |
| Playoff           | .000      | 0       | 0       | 0       | 0       | 0       | 0       | 1            | 0            | 0            | 1            | 27           | 41           | 1      | 0      | 0      | 1      | 27     | 41     |
| Totale            | .333      | 4       | 2       | 0       | 2       | 105     | 104     | 5            | 1            | 0            | 4            | 193          | 208          | 9      | 3      | 0      | 6      | 298    | 312    |